# Quan Prowell
Tavorice LaQuan Prowell, detto Quan (Montgomery, 1º novembre 1984), è un ex cestista statunitense.

## Carriera
Nell'agosto 2013 firma per Pesaro, salvo poi risultare inidoneo all'attività agonistica nel settembre seguente.

## Palmarès
- Campionato francese: 1

Élan Chalon: 2011-12